# Víctor Dávila
Víctor Alejandro Dávila Zavala (Iquique, Chile, 4 de noviembre de 1997) es un futbolista chileno que se desempeña como delantero y milita en el Club América de la Primera División de México.

## Trayectoria

### Huachipato
Debutó oficialmente el 16 de julio de 2014, durante el partido llevado a cabo en el Estadio Municipal Federico Schwager, correspondiente a la cuarta fecha de la fase de grupos de la Copa Chile 2014-15, contra Lota Schwager que finalizó con empate sin goles. Realizó su ingreso al juego en el minuto 60', reemplazando a Vicente Gatica.
Hizo su estreno en Primera División el 21 de noviembre de 2014, bajo la dirección técnica del entrenador Mario Salas, ingresando a los 56' de juego por Leandro Delgado, en el encuentro contra Unión Española que concluyó con derrota como local por 1 a 3. Convirtió su primer gol con Huachipato el 1 de octubre de 2016, durante la derrota como visitantes por 1 a 2, contra la Universidad Católica.

### Necaxa
El 17 de mayo de 2017, se oficializó su incorporación al Club Necaxa de la Primera División de México, convirtiéndose en el primer refuerzo de los Rayos de cara al torneo de Apertura 2017.
Debutó oficialmente en el cuadro azteca el 1 de agosto del mismo año, enfrentando a Mineros de Zacatecas por la jornada 2 del Grupo 9 de la Copa México, compromiso en el cual ingresó a los 80' de juego en reemplazo de Facundo Pereyra, luciendo el dorsal número 15. Quince días más tarde, anotó su primer gol en tierras mexicanas, anotando a los 66' el 3-0 parcial de la victoria por 4 a 0 de Necaxa ante Mineros de Zacatecas, en partido válido por la jornada 4 de la Copa MX.
Hizo su estreno en la Liga MX el 28 de octubre, ingresando a los 73' de partido en la victoria 5 a 0 de los Rayos ante Lobos BUAP por la fecha 15 del Apertura 2017, en reemplazo de Roberto Alvarado.

### Pachuca
El 18 de diciembre de 2018 Club de Fútbol Pachuca anunció su fichaje, tras un traspaso de US$ 12 millones por el 100% de su pase.

### León
El 18 de diciembre de 2020, a través de sus redes sociales, León anunció su fichaje. El jornada 4 del Torneo Guard1anes 2021 anotó sus primeros 2 goles para el Club León. En un periodo de 17 minutos, consiguió el doblete en el segundo tiempo en la victoria 3-1 contra el Atlético de San Luis.
En 2023 se coronó campeón con el León de la concachampions, siendo considerado el mejor jugador del torneo.

### América
El 15 de septiembre de 2024 se anunció su incorporación al Club América, proveniente del CSKA Moscú. Dos días más tarde, el 17 de septiembre, hizo su debut con su nuevo club, ingresando por Álvaro Fidalgo en el entretiempo en la victoria 3-0 ante el Atlas por la fecha 8 de la Liga MX, marcado el segundo gol de «Las Águilas» a los 58 minutos.

## Selección nacional

### Selección sub-20

#### Sudamericano Sub-20 2017
Fue citado por Héctor Robles para disputar el Sudamericano Sub-20 de 2017 en Ecuador. Debutó con gran desempeño durante el 0 a 0 contra la Selección de Brasil, aunque fue reemplazado por José Luis Sierra al minuto 84'. Finalmente, Chile sería eliminado en primera ronda, luego de perder ante Colombia por la cuenta mínima, quedando último en su grupo y penúltimo en toda la competición, sólo superando a Perú, siendo esta, además, la peor participación chilena desde el Sudamericano de 1985 realizado en Paraguay.
| Competencia                 | Sede    | Resultado    | PJ | Goles |
| --------------------------- | ------- | ------------ | -- | ----- |
| Sudamericano Sub-20 de 2017 | Ecuador | Primera fase | 4  | 0     |

### Selección absoluta
Debido a sus buenas actuaciones en México, el día jueves 17 de mayo de 2018 recibió su primera nominación a la selección absoluta de Chile bajo la dirección técnica del entrenador colombiano Reinaldo Rueda, quien lo incluyó en el listado de 27 jugadores  que enfrentaron compromisos amistosos ante las selecciones de Rumania, Serbia y Polonia, los días 31 de mayo, 4 de junio y 8 de junio del mismo año, respectivamente. Si bien se esperaba que el jugador de Necaxa sumara sus primeros minutos a nivel absoluto con Chile, vio desde la banca los tres encuentros disputados por el combinado chileno en tierras europeas, los que culminaron en derrota por 3 a 2 ante los rumanos, victoria por 1 a 0 sobre los serbios e igualdad en 2 tantos frente a los polacos.
Finalmente debutó por la selección nacional el 12 de octubre de 2018 contra Perú ingresando al 60' por Angelo Sagal en la caída de Chile por 3-0 contra el conjunto peruano. fue nominado en 2024 por Ricardo Gareca para los partidos amistosos contra Albania, Francia y Paraguay donde anotaría su primer gol por la selección chilena adulta contra Albania. Anotó el tercer gol de Chile contra Albania partido que Chile ganó 0-3 y depues anotaría un doblete en el partido amistoso de Chile contra Paraguay en el estadio nacional, partido que Chile ganó 3-0 

#### Copa América 2024
Fue nominado por Ricardo Gareca para disputar la Copa América 2024

#### Participaciones en Copa América
| Torneo            | Sede           | Resultado      | Partidos | Goles | Asist. |
| ----------------- | -------------- | -------------- | -------- | ----- | ------ |
| Copa América 2024 | Estados Unidos | Fase de grupos | 3        | 0     | 0      |

### Partidos internacionales
Actualizado hasta el 15 de octubre de 2024.
| Partidos internacionales | Partidos internacionales | Partidos internacionales                                           | Partidos internacionales | Partidos internacionales | Partidos internacionales | Partidos internacionales | Partidos internacionales | Partidos internacionales | Partidos internacionales          |  |
| N.º                      | Fecha                    | Estadio                                                            | Local                    | Resultado                | Visitante                | Goles                    | Asistencias              | DT                       | Competición                       |  |
| ------------------------ | ------------------------ | ------------------------------------------------------------------ | ------------------------ | ------------------------ | ------------------------ | ------------------------ | ------------------------ | ------------------------ | --------------------------------- |  |
| 1                        | 12 de octubre de 2018    | Hard Rock Stadium, Miami, Estados Unidos                           | Perú                     | 3-0                      | Chile                    |                          |                          | Reinaldo Rueda           | Amistoso                          |  |
| 2                        | 8 de octubre de 2020     | Estadio Centenario, Montevideo, Uruguay                            | Uruguay                  | 2-1                      | Chile                    |                          |                          | Reinaldo Rueda           | Clasificatorias Catar 2022        |  |
| 3                        | 27 de enero de 2022      | Estadio Zorros del Desierto, Calama, Chile                         | Chile                    | 1-2                      | Argentina                |                          |                          | Martín Lasarte           | Clasificatorias Catar 2022        |  |
| 4                        | 11 de junio de 2023      | Estadio Municipal Alcaldesa Ester Roa Rebolledo, Concepción, Chile | Chile                    | 3-0                      | Cuba                     |                          | 13' a Marcelino Núñez    | Eduardo Berizzo          | Amistoso                          |  |
| 5                        | 16 de junio de 2023      | Estadio Sausalito, Viña del Mar, Chile                             | Chile                    | 5-0                      | República Dominicana     |                          |                          | Eduardo Berizzo          | Amistoso                          |  |
| 6                        | 17 de octubre de 2023    | Estadio Monumental, Maturín, Venezuela                             | Venezuela                | 3-0                      | Chile                    |                          |                          | Eduardo Berizzo          | Clasificatorias Norteamérica 2026 |  |
| 7                        | 16 de noviembre de 2023  | Estadio Monumental, Santiago, Chile                                | Chile                    | 0-0                      | Paraguay                 |                          |                          | Eduardo Berizzo          | Clasificatorias Norteamérica 2026 |  |
| 8                        | 21 de noviembre de 2023  | Estadio Rodrigo Paz Delgado, Quito, Ecuador                        | Ecuador                  | 1-0                      | Chile                    |                          |                          | Nicolás Córdova          | Clasificatorias Norteamérica 2026 |  |
| 9                        | 22 de marzo de 2024      | Estadio Ennio Tardini, Parma, Italia                               | Albania                  | 0-3                      | Chile                    | Anotado                  | 83' a Marcos Bolados     | Ricardo Gareca           | Amistoso                          |  |
| 10                       | 26 de marzo de 2024      | Stade Vélodrome, Marsella, Francia                                 | Francia                  | 3-2                      | Chile                    |                          |                          | Ricardo Gareca           | Amistoso                          |  |
| 11                       | 11 de junio de 2024      | Estadio Nacional, Santiago, Chile                                  | Chile                    | 3-0                      | Paraguay                 | 17' · 37'                |                          | Ricardo Gareca           | Amistoso                          |  |
| 12                       | 21 de junio de 2024      | AT&T Stadium, Arlington, Estados Unidos                            | Perú                     | 0-0                      | Chile                    |                          |                          | Ricardo Gareca           | Copa América 2024                 |  |
| 13                       | 25 de junio de 2024      | MetLife Stadium, East Rutherford, Estados Unidos                   | Chile                    | 0-1                      | Argentina                |                          |                          | Ricardo Gareca           | Copa América 2024                 |  |
| 14                       | 29 de junio de 2024      | Inter&Co Stadium, Orlando, Estados Unidos                          | Canadá                   | 0-0                      | Chile                    |                          |                          | Ricardo Gareca           | Copa América 2024                 |  |
| 15                       | 5 de septiembre de 2024  | Estadio Monumental, Buenos Aires, Argentina                        | Argentina                | 3-0                      | Chile                    |                          |                          | Ricardo Gareca           | Clasificatorias Norteamérica 2024 |  |
| 16                       | 10 de septiembre de 2024 | Estadio Nacional, Santiago, Chile                                  | Chile                    | 1-2                      | Bolivia                  |                          |                          | Ricardo Gareca           | Clasificatorias Norteamérica 2024 |  |
| 17                       | 10 de octubre de 2024    | Estadio Nacional, Santiago, Chile                                  | Chile                    | 1-2                      | Brasil                   |                          |                          | Ricardo Gareca           | Clasificatorias Norteamérica 2024 |  |
| 18                       | 15 de octubre de 2024    | Estadio Metropolitano Roberto Meléndez, Barranquilla, Colombia     | Colombia                 | 4-0                      | Chile                    |                          |                          | Ricardo Gareca           | Clasificatorias Norteamérica 2024 |  |
| Total                    | Total                    | Total                                                              | Presencias               | 18                       | Goles                    | 3                        | 2                        |                          |                                   |  |

| Selección chilena | Selección chilena | Selección chilena |
| Año               | Partidos          | Goles             |
| ----------------- | ----------------- | ----------------- |
| 2018              | 1                 | 0                 |
| 2020              | 1                 | 0                 |
| 2022              | 1                 | 0                 |
| 2023              | 5                 | 0                 |
| 2024              | 10                | 3                 |
| Total             | 18                | 3                 |

### Goles con la selección
Actualizado hasta el 11 de junio de 2024.
| 1 | 22 de marzo de 2024 | Estadio Ennio Tardini, Parma, Italia | Albania  | 0 – 3 | 0 – 3 | Amistoso |
| 2 | 11 de junio de 2024 | Estadio Nacional, Santiago, Chile    | Paraguay | 1 – 0 | 3 – 0 | Amistoso |
| 3 | 11 de junio de 2024 | Estadio Nacional, Santiago, Chile    | Paraguay | 2 – 0 | 3 – 0 | Amistoso |

## Estadísticas

### Clubes
Actualizado al último partido disputado el 19 de abril de 2025.
| Club               | Div.          | Temporada     | Liga  | Liga  | Liga   | Copas nacionales | Copas nacionales | Copas nacionales | Torneos internacionales | Torneos internacionales | Torneos internacionales | Total | Total | Total  | Media goleadora |
| Club               | Div.          | Temporada     | Part. | Goles | Asist. | Part.            | Goles            | Asist.           | Part.                   | Goles                   | Asist.                  | Part. | Goles | Asist. | Media goleadora |
| ------------------ | ------------- | ------------- | ----- | ----- | ------ | ---------------- | ---------------- | ---------------- | ----------------------- | ----------------------- | ----------------------- | ----- | ----- | ------ | --------------- |
| Huachipato · Chile | 1.ª           | 2014-15       | 1     | 0     | 0      | 3                | 0                | 0                | —                       | —                       | —                       | 4     | 0     | 0      | 0.00            |
| Huachipato · Chile | 1.ª           | 2015-16       | 9     | 0     | 0      | 8                | 2                | 1                | —                       | —                       | —                       | 17    | 2     | 1      | 0.12            |
| Huachipato · Chile | 1.ª           | 2016-17       | 16    | 1     | 1      | 4                | 0                | 0                | —                       | —                       | —                       | 20    | 1     | 1      | 0.05            |
| Huachipato · Chile | Total club    | Total club    | 26    | 1     | 1      | 15               | 2                | 1                | 0                       | 0                       | 0                       | 41    | 3     | 2      | 0.07            |
| Necaxa · México    | 1.ª           | 2017-18       | 16    | 4     | 2      | 9                | 3                | 2                | —                       | —                       | —                       | 25    | 7     | 4      | 0.28            |
| Necaxa · México    | 1.ª           | 2018-19       | 16    | 6     | 2      | 1                | 0                | 0                | —                       | —                       | —                       | 17    | 6     | 2      | 0.35            |
| Necaxa · México    | Total club    | Total club    | 32    | 10    | 4      | 10               | 3                | 2                | 0                       | 0                       | 0                       | 42    | 13    | 6      | 0.31            |
| Pachuca · México   | 1.ª           | 2018-19       | 9     | 1     | 0      | 4                | 0                | 0                | —                       | —                       | —                       | 13    | 1     | 0      | 0.08            |
| Pachuca · México   | 1.ª           | 2019-20       | 20    | 1     | 1      | 5                | 2                | 1                | —                       | —                       | —                       | 25    | 3     | 2      | 0.12            |
| Pachuca · México   | 1.ª           | 2020-21       | 18    | 5     | 2      | —                | —                | —                | —                       | —                       | —                       | 18    | 5     | 2      | 0.28            |
| Pachuca · México   | Total club    | Total club    | 47    | 7     | 3      | 9                | 2                | 1                | 0                       | 0                       | 0                       | 56    | 9     | 4      | 0.16            |
| León · México      | 1.ª           | 2020-21       | 16    | 7     | 1      | —                | —                | —                | 2                       | 0                       | 0                       | 18    | 7     | 1      | 0.38            |
| León · México      | 1.ª           | 2021-22       | 38    | 12    | 4      | —                | —                | —                | 4                       | 0                       | 1                       | 42    | 12    | 5      | 0.29            |
| León · México      | 1.ª           | 2022-23       | 32    | 10    | 4      | —                | —                | —                | 7                       | 3                       | 0                       | 39    | 13    | 4      | 0.33            |
| León · México      | 1.ª           | 2023-24       | 3     | 0     | 1      | —                | —                | —                | 1                       | 0                       | 0                       | 4     | 0     | 1      | 0.00            |
| León · México      | Total club    | Total club    | 89    | 29    | 10     | 0                | 0                | 0                | 14                      | 3                       | 1                       | 103   | 32    | 11     | 0.31            |
| CSKA Moscú · Rusia | 1.ª           | 2023-24       | 23    | 5     | 4      | 9                | 1                | 1                | —                       | —                       | —                       | 32    | 6     | 5      | 0.19            |
| CSKA Moscú · Rusia | 1.ª           | 2024-25       | 4     | 0     | 2      | 2                | 0                | 0                | —                       | —                       | —                       | 6     | 0     | 2      | 0               |
| CSKA Moscú · Rusia | Total club    | Total club    | 27    | 5     | 6      | 11               | 1                | 1                | 0                       | 0                       | 0                       | 38    | 6     | 7      | 0.16            |
| América · México   | 1.ª           | 2024-25       | 23    | 8     | 0      | —                | —                | —                | 4                       | 1                       | 0                       | 27    | 9     | 0      | 0.33            |
| América · México   | Total club    | Total club    | 23    | 8     | 0      | 0                | 0                | 0                | 4                       | 1                       | 0                       | 27    | 9     | 0      | 0.33            |
| Total carrera      | Total carrera | Total carrera | 244   | 60    | 24     | 45               | 8                | 5                | 18                      | 4                       | 1                       | 307   | 72    | 30     | 0.23            |
| 1. 2. 3.           |               |               |       |       |        |                  |                  |                  |                         |                         |                         |       |       |        |                 |

### Selecciones
| Selección        | Temporada     | Amistosos | Amistosos | Amistosos | Sudamérica | Sudamérica | Sudamérica | Mundial | Mundial | Mundial | Total | Total | Total  | Media goleadora |
| Selección        | Temporada     | Part.     | Goles     | Asist.    | Part.      | Goles      | Asist.     | Part.   | Goles   | Asist.  | Part. | Goles | Asist. | Media goleadora |
| ---------------- | ------------- | --------- | --------- | --------- | ---------- | ---------- | ---------- | ------- | ------- | ------- | ----- | ----- | ------ | --------------- |
| Sub-20 · Chile   | 2016          | 6         | 3         | 0         | —          | —          | —          | —       | —       | —       | 6     | 3     | 0      | 0.5             |
| Sub-20 · Chile   | 2017          | —         | —         | —         | 4          | 0          | 0          | —       | —       | —       | 4     | 0     | 0      | 0.00            |
| Sub-20 · Chile   | Total         | 6         | 3         | 0         | 4          | 0          | 0          | 0       | 0       | 0       | 10    | 3     | 0      | 0.3             |
| Sub-23 · Chile   | 2019          | 1         | 1         | 0         | —          | —          | —          | —       | —       | —       | 1     | 1     | 0      | 1               |
| Sub-23 · Chile   | Total         | 1         | 1         | 0         | 0          | 0          | 0          | 0       | 0       | 0       | 1     | 1     | 0      | 1               |
| Absoluta · Chile | 2018          | 1         | 0         | 0         | —          | —          | —          | —       | —       | —       | 1     | 0     | 0      | 0.00            |
| Absoluta · Chile | 2020          | —         | —         | —         | 1          | 0          | 0          | —       | —       | —       | 1     | 0     | 0      | 0.00            |
| Absoluta · Chile | 2022          | —         | —         | —         | 1          | 0          | 0          | —       | —       | —       | 1     | 0     | 0      | 0.00            |
| Absoluta · Chile | 2023          | 2         | 0         | 1         | 3          | 0          | 0          | —       | —       | —       | 5     | 0     | 1      | 0.00            |
| Absoluta · Chile | 2024          | 3         | 3         | 1         | 4          | 0          | 0          | —       | —       | —       | 7     | 3     | 1      | 0.5             |
| Absoluta · Chile | Total         | 6         | 3         | 2         | 9          | 0          | 0          | 0       | 0       | 0       | 15    | 3     | 2      | 0.27            |
| Total carrera    | Total carrera | 13        | 7         | 2         | 13         | 0          | 0          | 0       | 0       | 0       | 26    | 7     | 2      | 0.32            |
| 1.               |               |           |           |           |            |            |            |         |         |         |       |       |        |                 |

### Tripletes
Partidos en los que anotó tres o más goles:

| Partidos en los que anotó tres o más goles | Partidos en los que anotó tres o más goles | Partidos en los que anotó tres o más goles | Partidos en los que anotó tres o más goles | Partidos en los que anotó tres o más goles | Partidos en los que anotó tres o más goles | Partidos en los que anotó tres o más goles |
| N.º                                        | Fecha                                      | Estadio                                    | Partido                                    | Goles                                      | Resultado                                  | Competición                                |
| ------------------------------------------ | ------------------------------------------ | ------------------------------------------ | ------------------------------------------ | ------------------------------------------ | ------------------------------------------ | ------------------------------------------ |
| 1                                          | 3 de septiembre de 2020                    | Estadio Hidalgo, Pachuca                   | Pachuca - Atlético San Luis                |                                            | 3 - 1                                      | Torneo Apertura 2020                       |
| 2                                          | 6 de noviembre de 2021                     | Estadio León, León                         | León - Necaxa                              |                                            | 3 - 0                                      | Torneo Apertura 2021                       |

## Palmarés

### Títulos nacionales
| Título           | Equipo       | País   | Año  |
| ---------------- | ------------ | ------ | ---- |
| Copa MX          | Club Necaxa  | México | 2018 |
| Supercopa MX     | Club Necaxa  | México | 2018 |
| Primera División | Club América | México | 2024 |

### Títulos internacionales
| Título                           | Equipo    | Sede        | Año  |
| -------------------------------- | --------- | ----------- | ---- |
| Liga de Campeones de la Concacaf | Club León | Los Ángeles | 2023 |